# Internationaler Württembergische Damen-Tennis-Meisterschaften um den Stuttgarter Stadtpokal 2013
L'Internationaler Württembergische Damen-Tennis-Meisterschaften um den Stuttgarter Stadtpokal 2013 è stato un torneo di tennis facente parte della categoria ITF Women's Circuit nell'ambito dell'ITF Women's Circuit 2013. Il torneo si è giocato a Stuttgart-Vaihingen in Germania dal 24 al 30 giugno 2013 su campi in terra rossa e aveva un montepremi di $25,000.

## Vincitrici

### Singolare
Laura Siegemund ha battuto in finale  Viktorija Golubic con il punteggio di 6–3, 3–6, 7–6(4).

### Doppio
Kristina Barrois /  Laura Siegemund hanno battuto in finale  Stephanie Vogt /  Sandra Zaniewska con il punteggio di 7–6(1), 6–4.